# Cateria styx
Espèce
Cateria styx est  une espèce de Kinorhynches de la famille des Cateriidae.

## Distribution
Cette espèce interstitielle a été découverte sur les côtes du Brésil puis observée en Angola.

## Publication originale
- Gerlach, 1956 : Über einen aberranten Vertreter der Kinorhynchen aus dem Küstengrundwasser. Kieler Meeresforschungen, vol. 12, n. 1, p. 120-124.